# Węgrowo (Grudziądz)
Węgrowo – dzielnica Grudziądza, położona w południowo-wschodniej części miasta. Jej obszar leży w granicach miasta od 1976 roku.

## Położenie
Węgrowo rozpościera się w widłach ulicy Rydygiera, Warszawskiej i Jaskółczej. Od zachodu i południa graniczy z Pastwiskiem, natomiast od północy sąsiaduje ze wsią Węgrowo (Polskie) w gminie Grudziądz, której do 1976 roku było częścią.

## Historia
Węgrowo stanowiła dawniej część wsi Węgrowo Polskie, stanowiącej gminę jednostkową w powiecie grudziądzkim, od 1919 w województwie pomorskim. W 1934 w granicach nowej zbiorowej gminy Grudziądz, gdzie we wrześniu 1934 utworzyło gromadę Węgrowo Polskie.
Po wojnie Pastwisko stanowiło jedną z 15 gromad gminy Grudziądz w powiecie grudziądzkim, od 1950 w województwie bydgoskim. W związku z reformą administracyjną kraju jesienią 1954 Węgrowo Polskie weszło w skład nowo utworzonej gromady Węgrowo Polskie. Gromadę Węgrowo Polskie zniesiono 1 stycznia 1958, a Węgrowo Polskie włączono do gromady Piaski, gdzie przetrwało do końca 1972 roku, czyli do kolejnej reformy gminnej.
1 stycznia 1973 Węgrowo weszło w skład reaktywowanej gminy Grudziądz, jako część sołectwa Kobylanka. W latach 1975–1976 miejscowość położona była w województwie toruńskim. 1 lipca 1976 część obrębu Węgrowo (211,26 ha) włączono do Grudziądza.